# جيم واتسون
جيم واتسون (بالإنجليزية: James Alexander «Jim» Watson) (و. 1961  م) هو سياسي كندي، ولد في مونتريال، هو عضوٌ في الحزب الليبرالي الكندي.

## مناصب
تولى منصب عمدة أوتاوا (1 ديسمبر 2010–2000)
- عضو برلمان مقاطعة أونتاريو (2003–2010)..

## التعليم
تعلم في جامعة كارلتون.